# وزارة البيئة وتغير المناخ (الصومال)
وزارة البيئة وتغيّر المناخ هي وزارة حكومية في الصومال، مسؤولة عن صياغة وتنفيذ السياسات المتعلقة بحماية البيئة والتكيف مع تغيّر المناخ والتخفيف من آثاره. تأسست الوزارة في 9 أغسطس 2022 خلال فترة رئاسة حسن شيخ محمود، وذلك ضمن جهود الحكومة لمواجهة التحديات البيئية في البلاد. الوزيرة الحالية هي خديجة محمد المخزومي.

## المهام والمسؤوليات
تتولى وزارة البيئة وتغير المناخ في الصومال عددًا من المهام الجوهرية في إطار تفويضها الرسمي، وتشمل ما يلي:
1. الحفاظ على البيئة:[2] تضطلع الوزارة بمسؤولية حماية النظم البيئية المختلفة داخل البلاد، بما في ذلك الغابات والمناطق الرطبة والسواحل. وتعمل على وضع اللوائح وتنفيذ تدابير الحماية التي تهدف إلى مكافحة إزالة الغابات، وتدهور الأراضي، والتلوث.
2. التصدي لتغير المناخ: تسعى الوزارة إلى تطوير استراتيجيات للتخفيف من آثار تغير المناخ والتكيف معها، من خلال خفض انبعاثات الغازات الدفيئة، والترويج لاستخدام مصادر الطاقة المتجددة، وتعزيز قدرة المجتمعات الضعيفة على الصمود في وجه التغيرات المناخية.
3. إدارة الموارد الطبيعية: تشرف الوزارة على الاستخدام المستدام للموارد الطبيعية مثل الماء والمعادن والأراضي. وتطبق قوانين تهدف إلى تنظيم عمليات استخراج الموارد بطريقة مسؤولة، مع الحفاظ على المواطن البيئية الحيوية.
4. التوعية والتعليم: تعمل الوزارة تعزيز الوعي العام والتعليم المتعلق بالقضايا البيئية والمناخية،[3] وتسعى إلى إشراك الجمهور وأصحاب المصلحة في جهود حماية البيئة.
5. التعاون الدولي: تشارك الوزارة في بناء شراكات مع هيئات إقليمية ودولية لتبادل المعرفة والتعاون في تنفيذ المبادرات البيئية والمناخية.